# Mindre solblomfluga
Mindre solblomfluga (Syrphus vitripennis) är en tvåvingeart som beskrevs av Johann Wilhelm Meigen 1822. Mindre solblomfluga ingår i släktet solblomflugor, och familjen blomflugor. Arten är reproducerande i Sverige. Inga underarter finns listade i Catalogue of Life.

## Bildgalleri

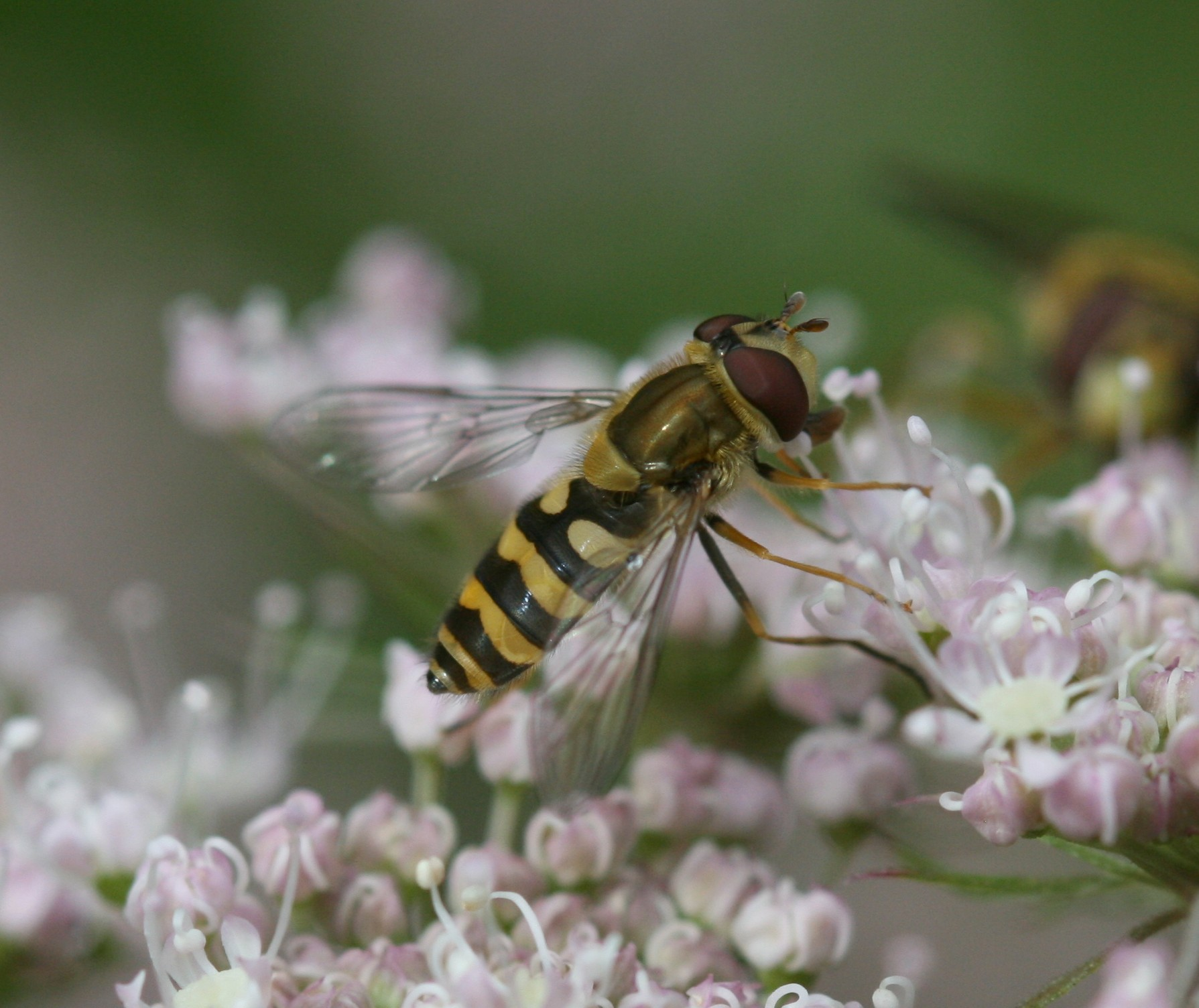